# Табачуки
Табачуки́ — село в Україні, у Крупецькій сільській громаді Дубенського району Рівненської області. Населення становить 27 осіб.

## Географія
Село розташоване на правому березі річки Ситеньки.

## Історія
У 1906 році хутір Крупецької волості Дубенського повіту Волинської губернії. Відстань від повітового міста 42 верст, від волості 11. Дворів 19, мешканців 127.
7 (20) листопада 1917 року, відповідно до Третього Універсалу Української Центральної Ради, увійшло до складу Української Народної Республіки.
12 червня 2020 року, відповідно до розпорядження Кабінету Міністрів України № 722-р від «Про визначення адміністративних центрів та затвердження територій територіальних громад Рівненської області», увійшло до складу Крупецької сільської громади Радивилівського району.
19 липня 2020 року, в результаті адміністративно-територіальної реформи та ліквідації Радивилівського району, село увійшло до складу Дубенського району.

## Населення

### Мова
Розподіл населення за рідною мовою за даними перепису 2001 року:
| Мова       | Кількість | Відсоток |
| ---------- | --------- | -------- |
| українська | 27        | 100%     |

## Посилання

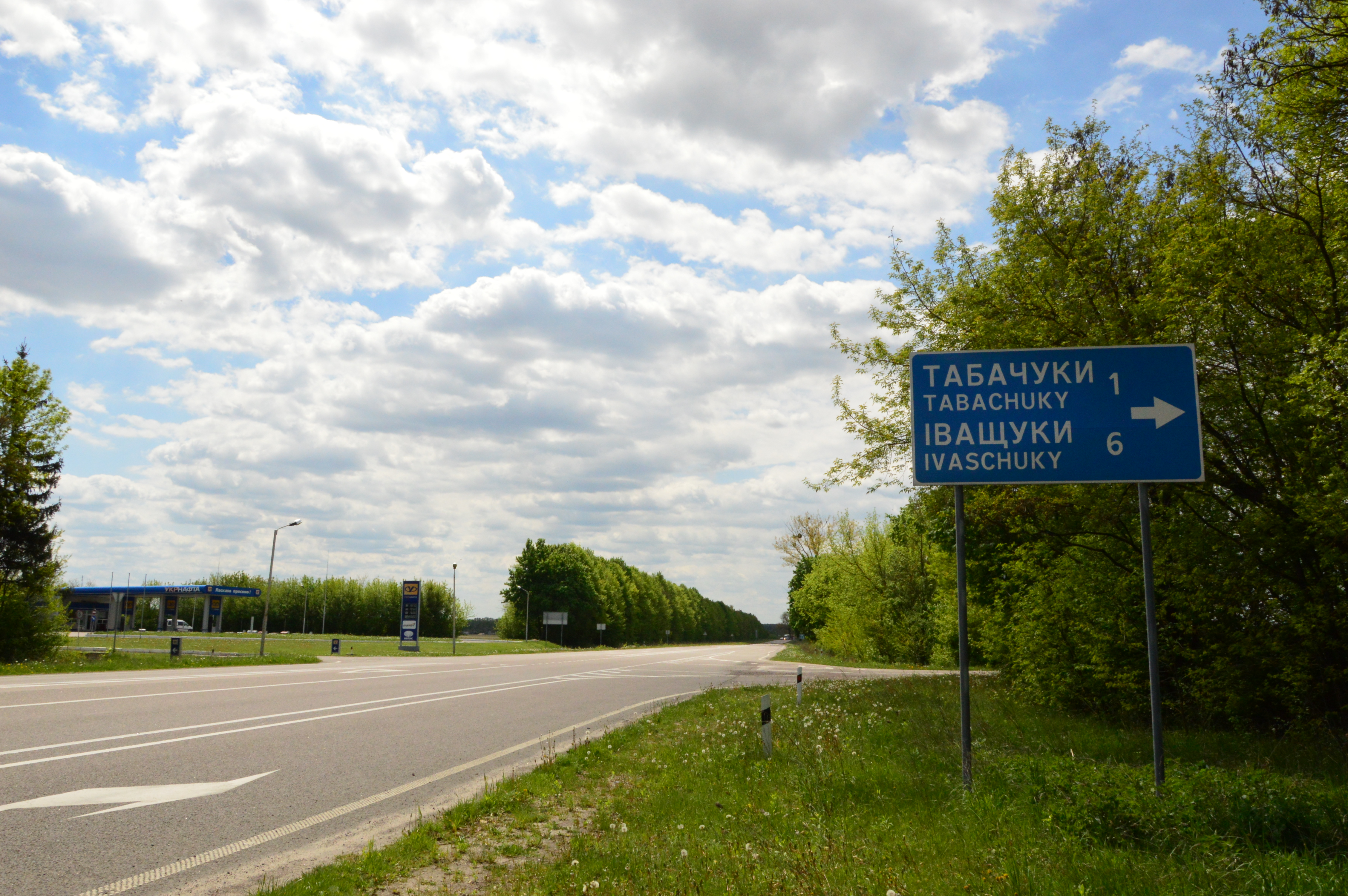
На повороті до хутору Табачуки

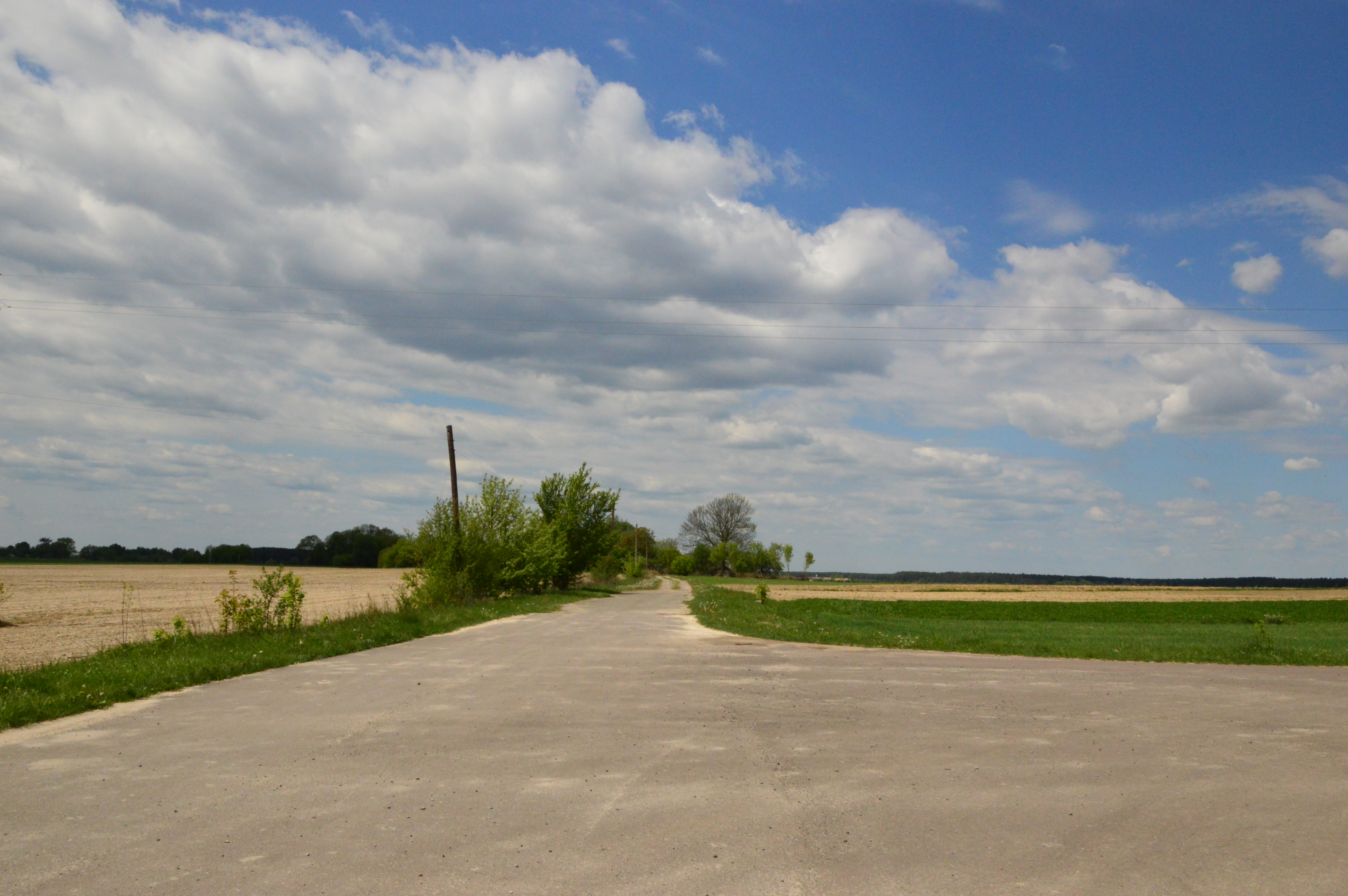
Дорога до хутору Табачуки